# بودن، یا نبودن

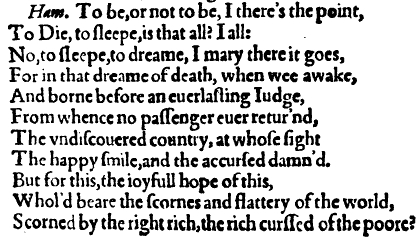
صفحه نخست پرده سوم نمایش هملت

بودن، یا نبودن (انگلیسی: To be, or not to be) یکی از تأثیرگذارترین بندهای ادبی در ادبیات جهان است که ویلیام شکسپیر آن را در نمایش‌نامه هملت در پرده سوم، صحنه نخست نگاشته است. شاهزاده هملت در این بند از نمایش‌نامه کاملاً غمگین گشته و در نظر دارد میان ماندن یا کشتن یکی را برگزیند. در این بخش معشوقهٔ شاهزاده هملت، اوفلیا نیز حضور دارد.
این بند از نمایش‌نامه هملت دست‌مایهٔ ساخت بی‌شمار کارهای هنری و ادبی در تاریخ هنر و ادبیات شده است که از برجسته‌ترین آن‌ها در سده گذشته می‌توان به کمدی سوفسطایی بودن، یا نبودن ارنست لوبیش یا پادشاهی در نیویورک توسط چارلی چاپلین اشاره کرد.

## محتوا
این بخش از نمایش‌نامه در پرده سوم صحنه نخست (A III, S I) قرار دارد و با بیرون رفتن شاه و پولونیوس و ورود شاهزاده هملت به صحنه آغاز می‌شود.
بودن، یا نبودن: مسئله این است
آیا شایسته‌تر آن است که به تیر و تازیانهٔ تقدیرِ جفاپیشه تن دردهیم،
یا این که ساز و برگ نبرد برداشته، به جنگ مشکلات فراوان رویم
تا آن دشواری‌ها را ز میان برداریم؟
مردن، آسودن - سرانجام همین است و بس؟
و در این خواب دریابیم که رنج‌ها و هزاران زجری که این تن خاکی می‌کشد، به پایان آمده.
پس این نهایت و سرانجامی است که باید آرزومند آن بود.
مردن… آسودن… و باز هم آسودن… و شاید در احلام خویش فرورفتن.
ها! مشکل همین جاست؛ زیرا اندیشه اینکه در این خواب مرگ
پس از رهایی از این پیکر فانی، چه رویاهایی پدید می‌آید
ما را به درنگ وامی‌دارد؛ و همین مصلحت‌اندیشی است
که این‌گونه بر عمر مصیبت می‌افزاید.
وگرنه کیست که خفّت و ذلّت زمانه، ظلم ظالم،
اهانت فخرفروشان، رنج‌های عشق تحقیرشده، بی شرمی منصب داران
و دست ردّی که نااهلان بر سینه شایستگان شکیبا می‌زنند، همه را تحمل کند،
در حالی که می‌تواند خویش را با خنجری برهنه خلاص کند؟
کیست که این بار گران را تاب آورد،
و زیر بار این زندگی زجرآور، ناله کند و خون دل خورد؟
اما هراس از آنچه پس از مرگ پیش آید،
از سرزمینی ناشناخته که از مرز آن هیچ مسافری بازنگردد،
اراده آدمی را سست نماید.
و وا می‌داردمان که مصیبت‌های خویش را تاب آوریم،
نه اینکه به سوی آنچه بگریزیم که از آن هیچ نمی‌دانیم.
و این آگاهی است که ما همه را جبون ساخته،
و این نقش مبهم اندیشه است که رنگ ذاتی عزم ما را بی‌رنگ می‌کند.
و از این رو اوج جرئت و جسارت ما
از جریان ایستاده
و ما را از عمل بازمی‌دارد.
دیگر دم فرو بندیم، ای اوفلیا مهربان! ای پری‌رو، در نیایش‌های خویش، گناهان مرا نیز به یاد آر.